# Stănești (Vâlcea)
Stăneşti es una comuna ubicada en el distrito Vâlcea, Rumania.

## Superficie
Posee una superficie de 32,57 kilómetros cuadrados.

## Demografía
Hasta 2021 la población era de 989 habitantes, con una densidad de población de 30,37 habitantes por kilómetro cuadrado.